# Eilidh Doyle
Eilidh Doyle (dekliški priimek Child), škotska atletinja, * 20. februar 1987, Perth, Škotska, Združeno kraljestvo.
Nastopila je na poletnih olimpijskih igrah v letih 2012 in 2016, ko je osvojila bronasto medaljo v štafeti 4x400 m, leta 2012 pa peto mesto. Na svetovnih prvenstvih je v isti disciplini osvojila dve srebrni in bronasto medaljo, na svetovnih dvoranskih prvenstvih bronasto medaljo leta 2014, na evropskih prvenstvih zlato in bronasto medaljo v isti disciplini ter naslov prvakinje v teku na 400 m z ovirami leta 2014, na evropskih dvoranskih prvenstvih zlato in srebrno medaljo v štafeti 4x400 m ter srebrno medaljo v teku na 400 m, na igrah Skupnosti narodov pa dve srebrni medalji v teku na 400 m z ovirami. 